# Eumetriochroa araliella
Eumetriochroa araliella es una especie de polilla de la familia Gracillariidae. Se distribuye en las islas Amami de Japón, en las prefecturas de Mie, Nara, Fukuoka y Kagoshima.

## Descripción
Tiene una envergadura de 5-8,1 mm. Las alas anteriores son blancas con rayas oscuras oblicuas de color marrón grisáceo. Las alas posteriores son de color gris o gris blanquecino. La especie produce dos o tres generaciones por año.

## Ecología
Las larvas se alimentan de Dendropanax trifidus, Evodiopanax innovans, Eleutherococcus sciadophylloides y Fatsia japonica, plantas que pertenecen a la familia Araliaceae. Son larvas minadoras que viven en el interior del tejido de las hojas de las plantas donde se hospedan. Producen minas largas y estrechas que tienen una forma serpentina. Por lo general, hay entre una y tres minas por hoja. Las larvas emergen de julio a noviembre.

## Etimología
El nombre específico «araliella» deriva de Araliaceae, el nombre de la familia de las plantas hospederas.